# Marmaskogen
Marmaskogen est une localité de Suède dans la commune de Söderhamn située dans le comté de Gävleborg.
Sa population était de 1 242 habitants en 2019.